# Майкель Монтьєль
Майкель Монтьєль (ісп. Maykel Montiel, нар. 27 січня 1990, Манагуа) — нікарагуанський футболіст, півзахисник клубу «Манагуа» та національної збірної Нікарагуа.

## Клубна кар'єра
У дорослому футболі дебютував 2015 року виступами за команду «Манагуа», кольори якої захищає й донині.

## Виступи за збірну
27 січня 2016 року дебютував в офіційних матчах у складі національної збірної Нікарагуа в товариській грі проти збірної Гондурасу (1:3).
У складі збірної був учасником розіграшу Золотого кубка КОНКАКАФ 2017 року у США, проте на поле не виходив.